# Джиб
 Тази статия е за селото в Палестина.  За българския музикант вижте Джип (музикант).  
Джиб (на арабски: الجيب) е село в централна Палестина, част от мухафаза Кудс на Западния бряг. Населението му е около 3 900 души (2017).
Разположено е на 739 метра надморска височина в Юдейските планини, на 7 километра южно от Рамала и на 8,5 километра северно от центъра на Йерусалим. Смята се, че Джиб е мястото на споменавания в Библията древен град Гаваон. Селото е част от територията на Западния бряг, която и след Споразуменията от Осло остава под пълен контрол на Израел.